# Thinking About You (Hardwell)
Thinking About You is een nummer van de Nederlandse dj Hardwell uit 2016, ingezongen door de Britse r&b-zanger Jay Sean.
Het nummer werd een klein hitje in Nederland en België. In de Nederlandse Top 40 haalde het de 34e positie, en in Vlaanderen haalde het de 46e positie in de Tipparade.